# Josse Boutmy
Charles Joseph Judocus (Josse) Boutmy (Gent, 1 februari 1697 - Brussel, 27 november 1779) was een organist en klavecinist en een componist van barokmuziek uit de Zuidelijke Nederlanden. 

## Levensloop

### Afkomst
Josse Boutmy was het zesde en jongste kind van Jacques Boutmy, organist aan de Sint-Niklaaskerk te Gent. Zowel Josse als zijn oudere broer Jacques-Adrien traden in de voetsporen van hun vader. 
Jacques-Adrien volgde in 1711 Joannes Florentius a Kempis op als organist van de collegiale Sint-Goedelekerk in Brussel. Jacques-Adrien stierf reeds in 1719 en het was zijn jongere broer Josse die hem in Brussel opvolgde. 

### Organist van de Brusselse Sint-Goedelekerk
Naast organist was hij eveneens een begenadigd klavecinist. Hij speelde voor de Brusselse aristocratie en gaf vanaf 1727 les aan Marie-Françoise Pignatelli, de echtgenote van hertog Leopold Filips van Arenberg. Daarna zou hij nog aan verscheidene leden van het toenmalige Hof klavecimbelles geven.
In 1729 werd Boutmy toegelaten tot de Brusselse burgerij en hij bleef het bespelen van het orgel en de klavecimbel combineren tot in 1733  toen hij aan het orgel van de Sint-Goedelekerk werd opgevolgd door de 18-jarige Charles-Joseph van Helmont. Zo kreeg Boutmy meer tijd om zijn zieke echtgenote te verzorgen. Twee jaar later stierf zij aan de gevolgen van tuberculose.

### In dienst van het Huis von Thurn und Taxis
Op 1 januari 1736 trad Boutmy in dienst van vorst Anselm Franz von Thurn und Taxis als klavecimbelmeester en kreeg hiervoor een aanzienlijke vergoeding. Zijn eerste composities bundelde hij in het werk Petites suites de pièces de clavecin dat omstreeks 1737 verscheen. Het enige gekende exemplaar van dit werk bevindt zich in het muzikale archief van het Huis Arenberg in Edingen. Zijn stijl wordt gekenmerkt door een synthese van verscheidene Europese invloeden: Franse (François Couperin, Jean-Philippe Rameau) en Duitse (Georg Friedrich Händel) en is gelijkaardig aan deze van zijn Brusselse tijdgenoot Joseph-Hector Fiocco. 
Het jaar nadien verscheen in Parijs een vervolg met Premier livre de pièces de clavecin met suites, ouvertures, menuetten en gigues. Het werk dat lange tijd verloren werd gewaand, werd teruggevonden door de Argentijns-Franse klavecinist Mario Raskin. 
In 1742 verscheen zijn Second livre de pièces de clavecin met zes suites. Het enige bekende exemplaar van dit werk bevindt zich in de Bibliothèque de l'Arsenal in Parijs. Het werk was opgedragen aan Maria Augusta von Thurn und Taxis, dochter van Anselm Franz en weduwe van hertog Karel Alexander van Württemberg.

### In dienst van de landvoogd
Boutmy bleef tot in 1744 in dienst van het geslacht Thurn und Taxis. Daarna trad hij in dienst van landvoogd Karel van Lotharingen als klavecimbelmeester en als eerste organist van de Koninklijke Kapel van het paleis te Brussel. Om de plechtige intrede in 1749 van de landvoogd, die enkele jaren het bevel over de Oostenrijkse strijdkrachten in de Oostenrijkse Successieoorlog gevoerd had, te vieren schreef Boutmy het stuk Entrée de Charles de Lorraine à Bruxelles. 
In 1750 verscheen in Brussel zijn Troisième livre de pièces de clavecin dat opgedragen was aan de landvoogd. Er zijn twee exemplaren bewaard gebleven: het eerste bevindt zich in de bibliotheek van het Koninklijk Conservatorium van Antwerpen en het tweede in de Stellfeld Library (de collectie oude muziek van de Antwerpse jurist Jean Auguste Stellfeld (1881-1952) van de Universiteit van Michigan in Ann Arbor (Verenigde Staten). In dit werk is de invloed van zowel de Italiaan Domenico Scarlatti als de Duitser Carl Philipp Emanuel Bach zichtbaar. 
Na een periode van ruim dertig jaar aan het Hof ging hij in 1777, op 80-jarige leeftijd, met pensioen. Twee jaar later stierf hij.

## Huwelijken en nakomelingen
In 1721 huwde Boutmy te Brussel met Catherine Janssens. Met haar kreeg hij vijf kinderen, van wie er twee in zijn voetsporen traden.
- Guillaume, componeerde zes sonates voor klavecimbel
- Jean-Joseph, was organist in Gent, verbleef in Den Haag en Kleef en componeerde eveneens muziek voor klavecimbel

In 1737 werd zijn tweede huwelijk voltrokken met Catharina Philippina von Katzmann, afkomstig uit het Heilige Roomse Rijk. Met haar kreeg hij elf kinderen waaronder Laurent-François Boutmy die ook in zijn voetsporen zou treden.

## Discografie
- Premier livre de pièces pour clavecin, Paris 1738, door Mario Raskin (La Follia Madrigal, LFM30301).
- Second livre de pièces de clavecin contenant six suites, door Brigitte Haudebourg (Arcobaleno).
- Troisième livre de pièces de clavecin, door Isabelle Sauveur (Coda).